# Schnecksville, Pennsylvania
Schnecksville, Pennsylvania (енгл. Schnecksville) насељено је место без административног статуса у америчкој савезној држави Пенсилванија.

## Демографија
По попису из 2010. године број становника је 2.935, што је 946 (47,6%) становника више него 2000. године.
| Група             | 2000.         | 2010.         |
| Белци             | 1.936 (97,3%) | 2.751 (93,7%) |
| Афроамериканци    | 7 (0,4%)      | 25 (0,9%)     |
| Азијати           | 21 (1,1%)     | 40 (1,4%)     |
| Хиспаноамериканци | 24 (1,2%)     | 85 (2,9%)     |
| Укупно            | 1.989         | 2.935         |